# Ponte Vanvitelli
Il ponte Vanvitelli,  chiamato anche ponte di Calore (in dialetto, u' ponte 'e Calore) dal nome del fiume che sormonta, si trova a Benevento; collega la parte bassa della città (rione Ferrovia) con il centro storico. Fino alla fine degli anni sessanta, era l'unica strada per poter accedere alla zona alta della città, ed era transito obbligato per le macchine ed i pedoni.
L'odierno ponte di Calore è stato costruito nel 1960 sotto la direzione dell'Ing. Federico Marini, Ingegnere Capo dell'Ufficio del Genio Civile di Benevento. Il ponte storico, infatti, costituì più volte un'inopportuna diga durante le piene del fiume Calore. Dopo una spaventosa alluvione nell'ottobre 1949, fu distrutto e rimpiazzato da un più agile ponte a sole tre arcate, e furono effettuate nel contempo poderose opere di arginatura.

## Storia
Originariamente il ponte, detto "di Sant'Onofrio" per una chiesa dedicata al santo che sorgeva nelle sue vicinanze (l'odierna piazza Bissolati), aveva sei luci. All'inizio del XX secolo l'ingegnere Eugenio Greco, in un suo opuscolo Il sepolcro di Manfredi presso Benevento, dopo un accurato studio, concluse che esso fu costruito ai tempi del basso Impero o per lo meno ai primi tempi delle dominazioni barbariche. I suoi studi oggi sono un documento storico notevole, poiché furono condotti prima della II guerra mondiale e dell'alluvione del 1949, dopo le quali ben poco rimase della struttura primitiva.
Dopo un primo restauro nel XVII secolo, nel 1767 il ponte fu rifatto su progetto del famoso architetto Luigi Vanvitelli, convocato dai consoli della città. All'epoca esso si trovava in una zona extrarbuna, con vaste aree di allargamento per il fiume Calore oggi scomparse.
Fino all'alluvione si vedevano ancora le tracce delle antiche riparazioni, fatte con pietre di antichi monumenti e sepolcri romani, poste alla rinfusa, senza rilavoratura di adattamento e con interposizioni di mattoni.
Alla testata superiore del ponte esisteva anticamente una porta d'ingresso alla città, chiamata popolarmente "porta di Calore", ma che ebbe prima il titolo di "Porta Gloriosa", quando nel 663 vi passò trionfalmente il duca Romoaldo al ritorno della guerra combattuta contro l'esercito dell'imperatore bizantino Costante, e poi di "Porta Pia", allorché venne rifatta nel 1781, sotto gli auspici di Pio VI.
La porta fu demolita nel 1867 quando venne aperto il corso Vittorio Emanuele (che originariamente doveva chiamarsi "corso Pio").

## Epigrafe a Manfredi di Svevia

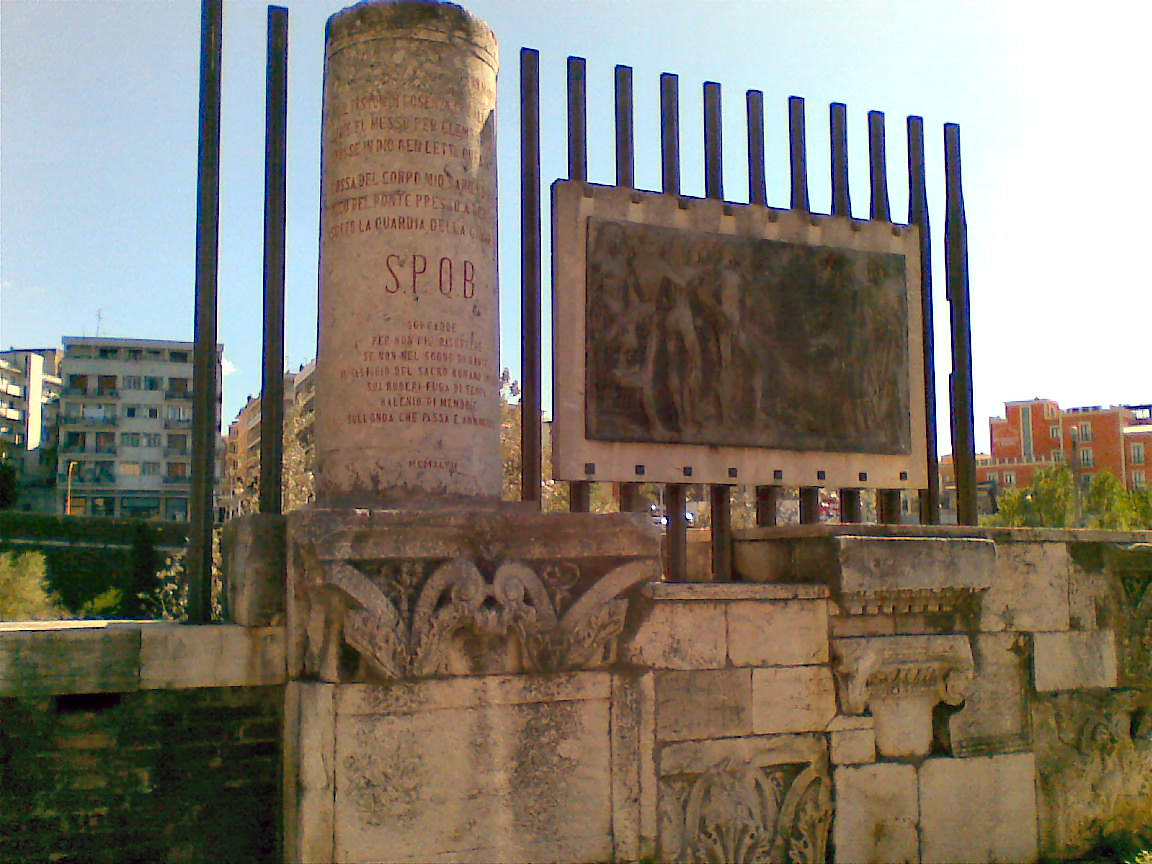
L'epigrafe a Manfredi

Nel 1921, in occasione dei seicento anni dalla morte di Dante Alighieri, a Benevento si formò un comitato cittadino che accolse la proposta del provveditore agli Studi, Carlo Simoni, di scolpire su marmo il famoso passo del Canto III del Purgatorio riguardante la morte di Manfredi di Svevia nella battaglia di Benevento, e fece realizzare un'epigrafe al ponte di Calore, laddove si suppone che sia stato inizialmente sepolto Manfredi.
Il 3 luglio del 1921 fu inaugurata questa stele monumentale, opera del professor Nicola Silvestri. I lavori della messa in opera furono eseguiti sotto la direzione dell'allora capo ingegnere del Comune, Eugenio Greco. Distrutta dai bombardamenti aerei del 1943, fu ricostruita su disegno dell'architetto Renato Bardone  del Genio Civile di Benevento dallo scultore Bruno Mistrangelo.
Il monumento, posto all'estremità del ponte che volge al rione Ferrovia, è costituito da una stele in blocchi di travertino, alta circa 6 metri. In alto, sotto un fregio ornamentale, è incastrato un bassorilievo in bronzo di dimensioni 1,65 × 1,14 m che illustra l'episodio in cui Dante incontra l'anima di Manfredi. Sotto il bassorilievo sono scolpiti i versi con cui Manfredi racconta a Dante la sua morte nei campi di Benevento e la sua sepoltura in co del ponte.